# Cristina Moglia
Cristina Formichi Moglia (Roma, 21 gennaio 1972) è un'attrice italiana.

## Biografia
Nipote del direttore della fotografia Renato Del Frate, frequenta per due anni l'Actors Studio Center a Sydney e il Lee Strasberg's Institute di Los Angeles, dove inizia a studiare recitazione e ad imparare l'inglese.
Tra i suoi primi lavori italiani i film Radiofreccia (1998) di Luciano Ligabue, Femminile, singolare di Claudio Del Punta (2000) ed Hermano, diretto da Giovanni Robbiano sempre nel 2000 ma uscito nel 2007; nonché le soap opera Un posto al sole e Vivere, in cui interpreta i ruoli rispettivamente di Tiziana Torrisi e Sofia Gherardi.
Successivamente si è fatta notare nelle fiction Distretto di Polizia e La stagione dei delitti, interpretando rispettivamente l'agente scelto Valeria Ruggero e il commissario capo Eva Renzi.
Dal 2020 è nel cast della soap opera Il paradiso delle signore nel ruolo della parrucchiera Iolanda.

## Filmografia

### Cinema
- Only You - Amore a prima vista, regia di Norman Jewison (1994)
- Un caso d'amore, regia di Riccardo Sesani (1996)
- I miei più cari amici, regia di Alessandro Benvenuti (1998)
- Radiofreccia, regia di Luciano Ligabue (1998)
- Il mio West, regia di Giovanni Veronesi (1998)
- Femminile, singolare, regia di Claudio Del Punta (2000)
- The Accidental Detective, regia di Vanna Paoli (2003)
- Le valigie di Tulse Luper - La storia di Moab, regia di Peter Greenaway (2003)
- Hermano, regia di Giovanni Robbiano (2007)
- Il nostro messia, regia di Claudio Serughetti (2008)
- Black Butterfly, regia di Brian Goodman (2017)
- Malati di sesso, regia di Claudio Cicconetti (2018)
- Per tutta la vita, regia di Paolo Costella (2021)
- Nonna ci produce un film, regia di Walter Garibaldi (2023)

### Televisione
- Un posto al sole – serie TV (1996-1997)
- Mio figlio ha 70 anni, regia di Giorgio Capitani – miniserie TV (1999)
- Vivere – serial TV (1999)
- I giudici - Excellent Cadavers, regia di Ricky Tognazzi – film TV (1999)
- Ma il portiere non c'è mai? – serie TV (2002)
- Distretto di Polizia – serie TV, 2 serie (2001-2002)
- Ferrari, regia di Carlo Carlei – miniserie TV (2003)
- Questa è la mia terra – serie TV, 1 episodio (2006)
- La stagione dei delitti – serie TV, 10 episodi (2004-2007)
- Don Matteo – serie TV, 1 episodio (2011)
- Anita Garibaldi, regia di Claudio Bonivento – miniserie TV (2012)
- Il giudice meschino, regia di Carlo Carlei – miniserie TV (2014)
- Il paradiso delle signore – serial TV (2018-in corso)
- La fuggitiva, regia di Carlo Carlei – serie TV, 5 episodi (2021)
- Signora Volpe - serie TV, episodio 1x01 (2022)
- Sempre al tuo fianco – serie TV (2024)
- I casi di Teresa Battaglia – serie TV (2023-2024)

### Cortometraggi
- Recinti, regia di Antonio Morabito (1997)
- Mani in alto, regia di Michela Ferrari (2003)
- Sangre de perro, regia di Leonardo D'Agostini (2007)
- Il male assoluto, regia di Francesco Colangelo (2008)
- Sabbie nere/Black Sands, regia di Isidoro Ventura Piselli (2016)

## Teatro
- Autostop, regia di Gabi Ford
- Trattamento di M. Kundera, regia di Gabi Ford
- Friends of the heart, regia di Gabi Ford
- I migliori attori del mondo, regia di Roberto Latini
- Omaggio a Pantani (2005), regia di Renato Sarti